# Ugo Ugochukwu
Ugo Ugochukwu, né le 23 avril 2007 à New York, est un pilote automobile américain. Il est engagé en Championnat d'Europe de Formule Régionale en 2024. Il est également membre du McLaren Driver Development Programme depuis 2021,.

## Biographie

### Vie personnelle
Ugo Ugochukwu possède des origines nigérianes par sa mère, le mannequin Oluchi Onweagba, et italiennes par son père, le designer Luca Orlandl.

### Karting
Ugo Ugochukwu débute le karting dans les championnats américains. Il remporte le Micro ROK Cup USA en 2014 ainsi que le Florida Winter Tour en 2015 avant de déménager en Italie pour disputer les compétitions européennes,,. Il remporte le IAME International Open dans la catégorie X30 Minien 2017 puis le Challenge of Americas dans la catégorie Junior ROK en 2018. Enfin en 2020, il remporte le Championnat d'Europe de Karting en catégorie OK-Juniors grâce au soutien de Sauber,. En 2021, il intègre le McLaren Driver Development Programme.

### Formule 4

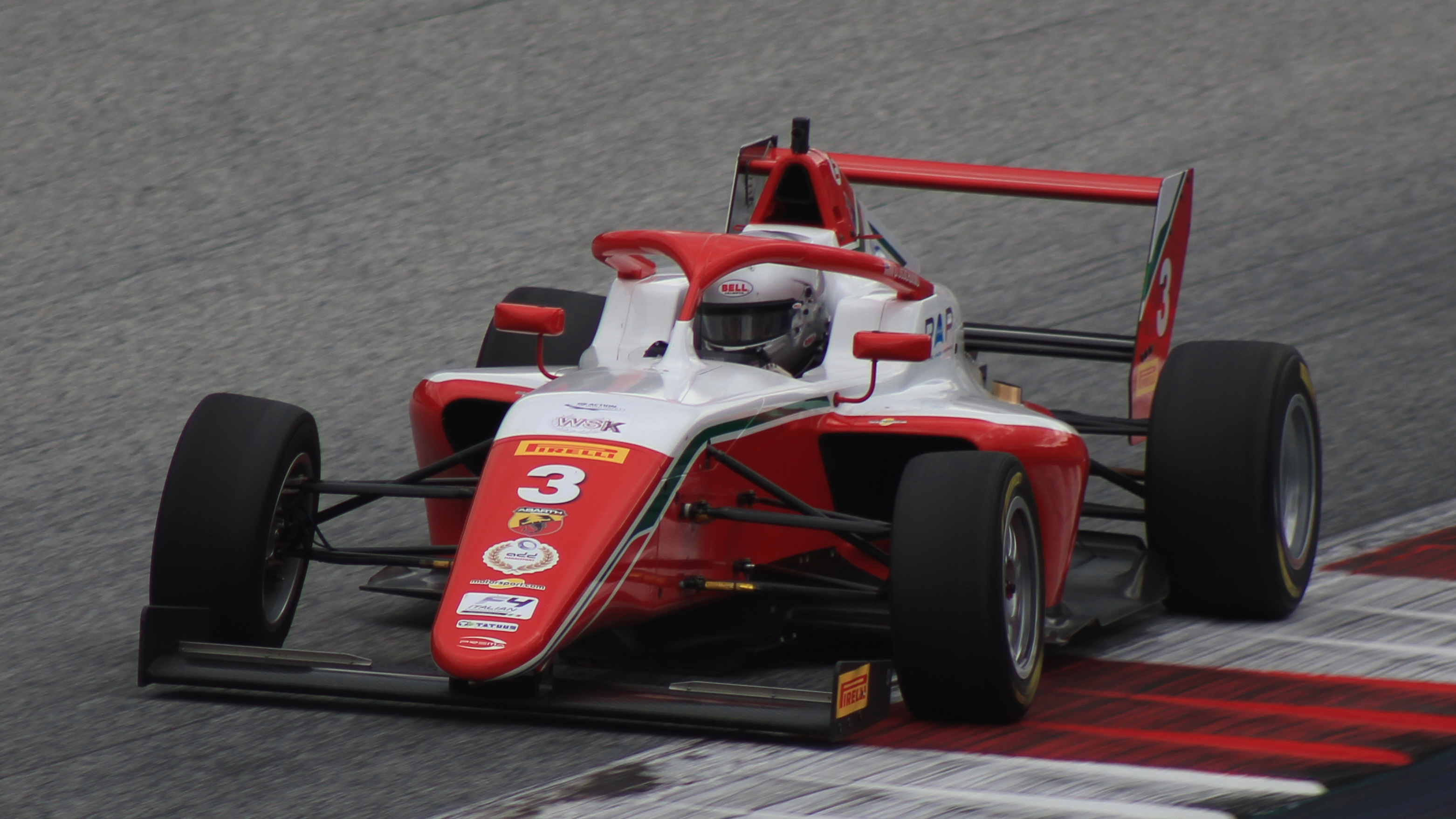
Ugo Ugochkwu en Formule 4 italienne en 2022 à Spielberg.

En 2021, Ugochukwu dispute des essais en Formule 4 avec l'écurie allemande Motopark sur les circuits d'Estoril et d'Oschersleben,. L'année suivante, il rejoint le championnat de Grande-Bretagne de Formule 4 avec l'écurie Carlin, aux côtés d'Oliver Gray et de Louis Sharp. Le jour de son premier week-end de course à Donington Park, il parvient à décrocher sa première pole position, mais il ne parvient pas à la convertir en victoire, ne terminant que troisième de la première course avec le meilleur tour. Durant le reste de la saison, il décroche deux victoires à Brands Hatch puis deux autres à Knockhill. Il se classe troisième du championnat derrière le champion Alex Dunne et son coéquipier Oliver Gray.

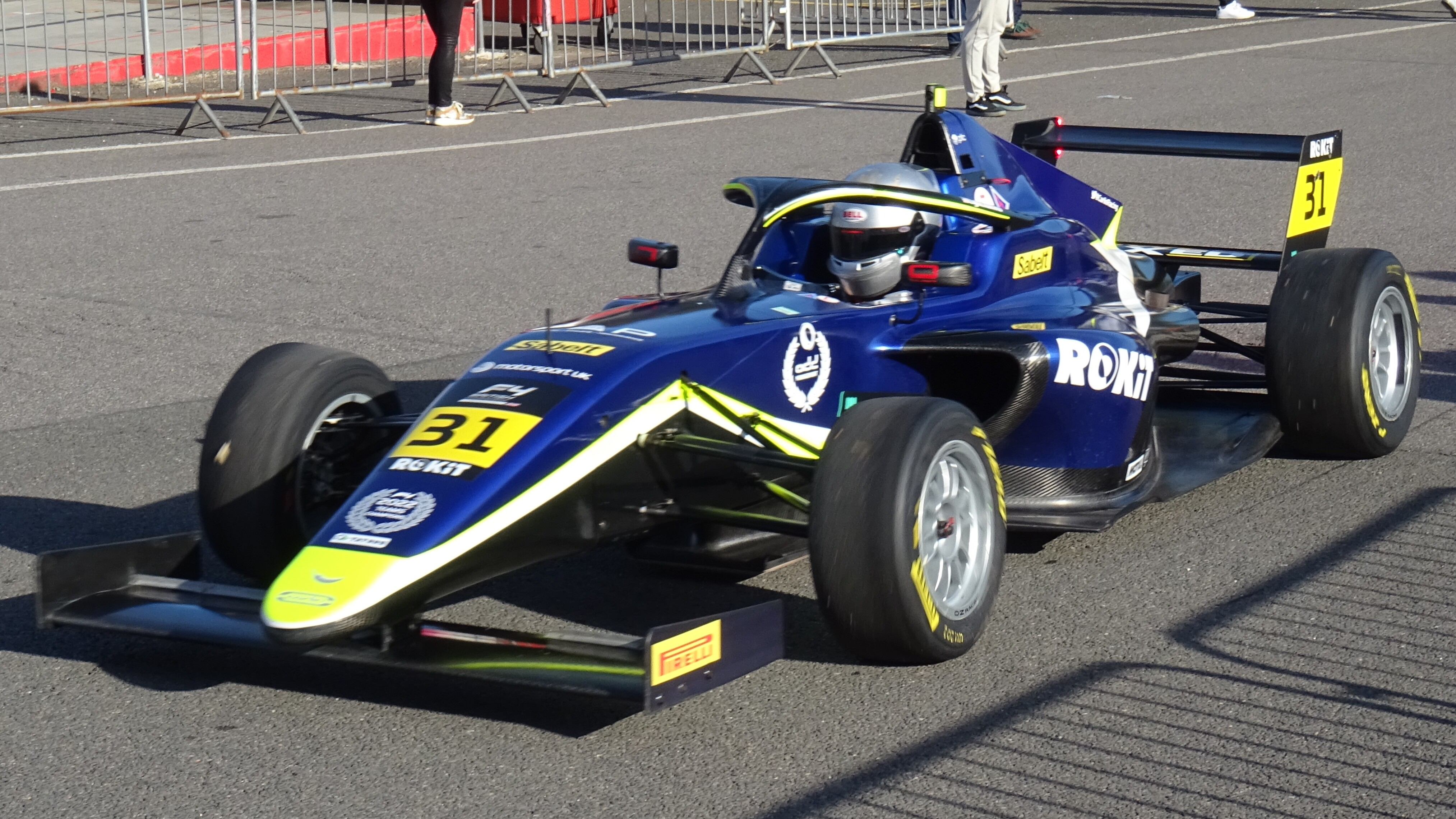
Ugo Ugochukwu en Formule 4 britannique en 2022 à Brands Hatch.

Toujours en 2022, il rejoint Prema Powerteam pour disputer la seconde moitié du championnat italien et les deux dernières manches du championnat allemand, où il décroche deux podiums au Nürburgring. En Italie, il décroche un triple podium au Red Bull Ring puis un quatrième au Mugello. Il se classe dixième du championnat avec 84 points.

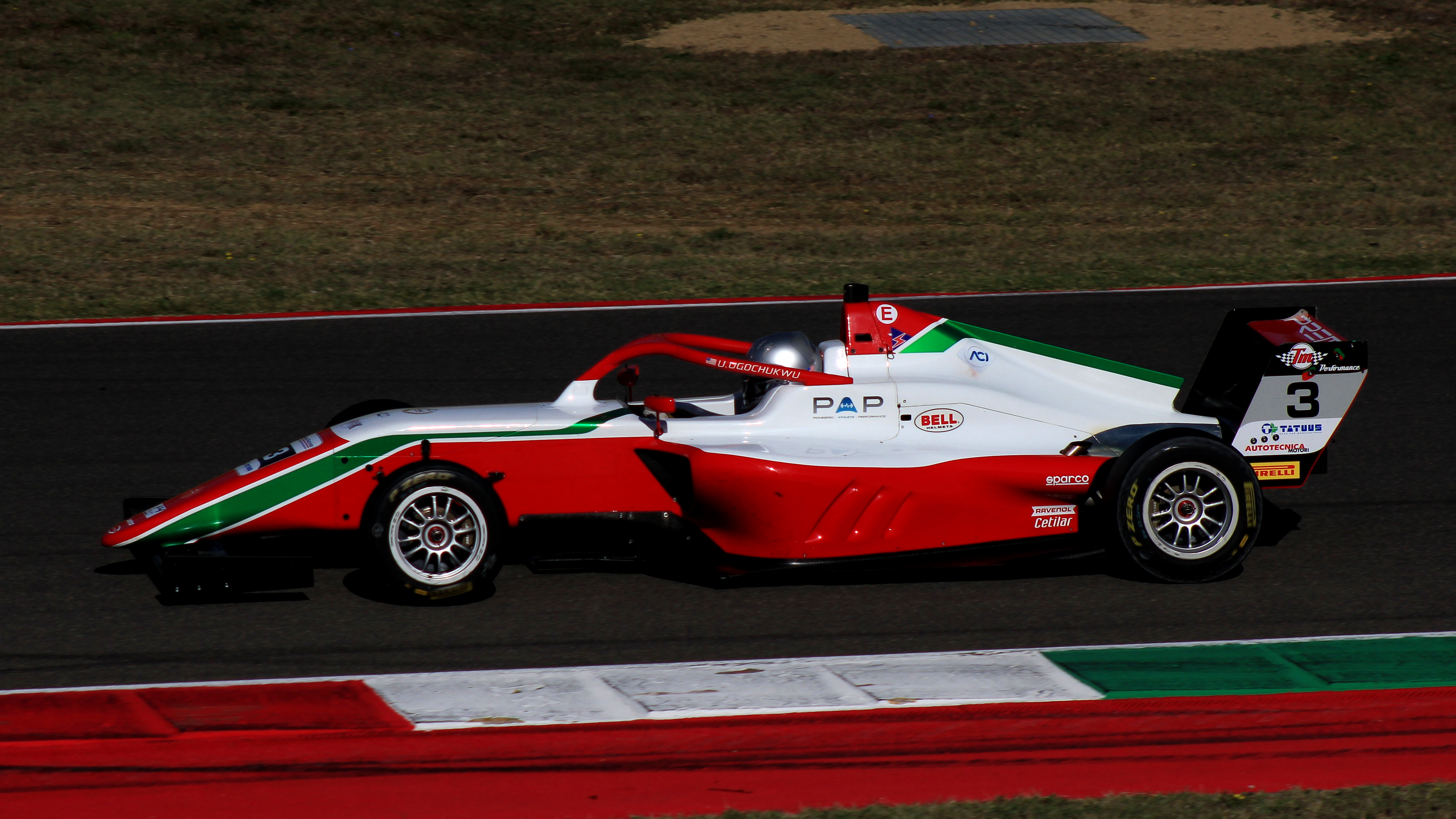
Ugo Ugochukwu en Formule 4 italienne en 2023 au Mugello.

En 2023, il participe d'abord au championnat UAE, toujours avec Prema, où il remporte cinq victoires et monte sur trois autres podiums. Il termine troisième du championnat avec 185 points. Il rejoint ensuite le championnat italien pour la saison complète. Il décroche trois pole positions, puis remporte trois victoires et monte à dix autres reprises sur le podium. Il termine vice-champion face à Kacper Sztuka,. Il participe enfin au nouveau Championnat d'Euro-4. Il y remporte trois victoires et décroche deux autres podiums, ce qui lui permet de remporter le titre avec 193 points.

### Formule Régionale

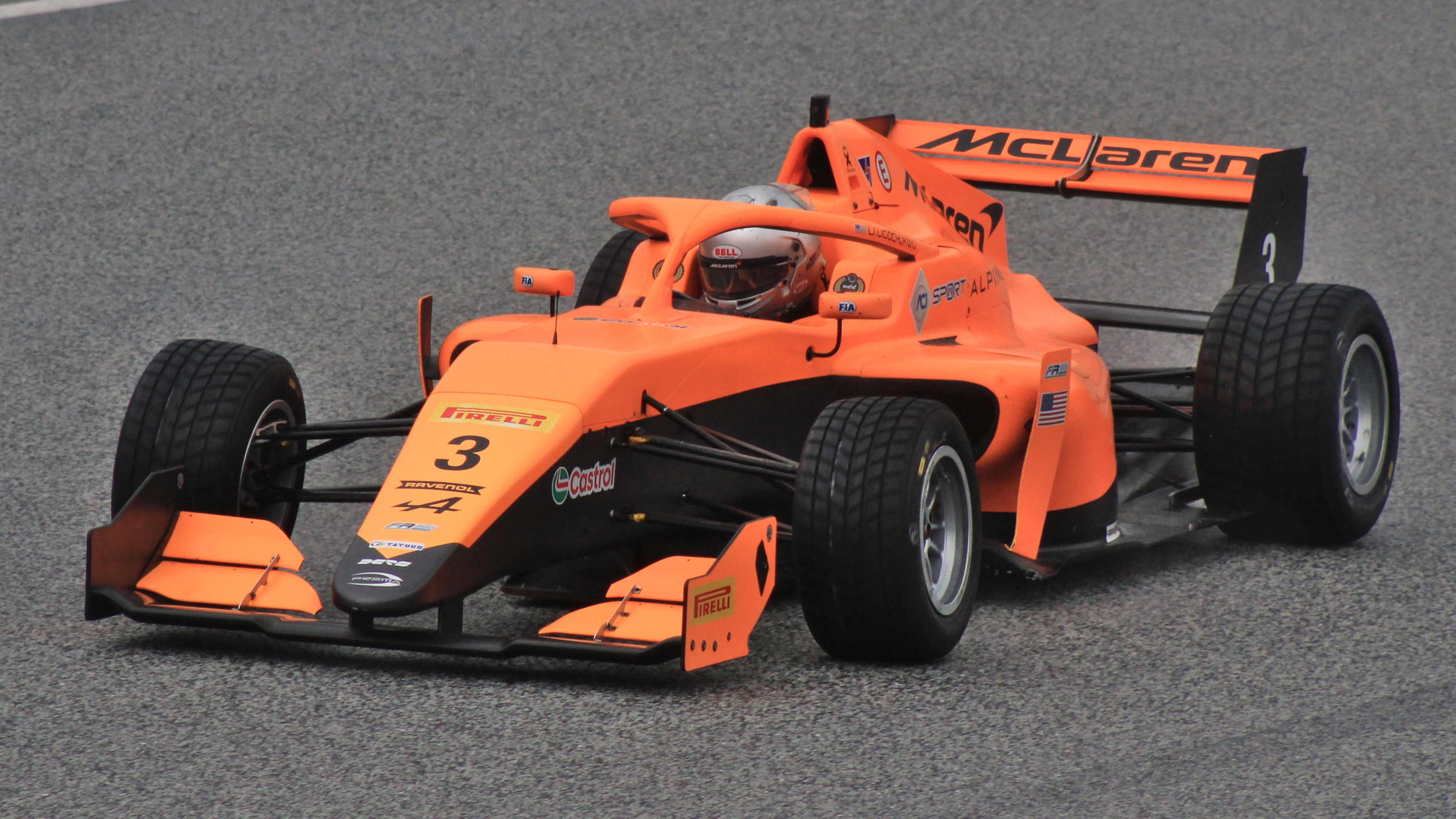
Ugo Ugochukwu en Formule Régionale en 2024 à Spielberg.

Début 2024, Uguchukwu participe au Championnat du Moyen-Orient de Formule Régionale avec l'écurie Mumbai Falcons Limited aux côtés de Rafael Câmara, James Wharton et Arvid Lindblad. Il décroche deux podiums à Yas Marina et un sur le Dubai Autodrome puis se classe septième du championnat avec 107 points. Il rejoint ensuite le championnat européen où il retrouve ses coéquipiers chez Prema. En parallèle de sa saison, Ugochukwu dispute les essais des rookies de Formule E avec McLaren Formula E Team aux côtés de Grégoire Saucy.

### Formule 3
A l'automne 2023, Ugochukwu participe aux essais d'après-saison de la Formule 3 FIA avec Rodin Carlin puis au Grand Prix de Macao avec Trident, où il termine quinzième,. En 2024, il dispute également le Championnat du Royaume-Uni de Formule 3 avec Rodin Motorsport. Le 1er octobre 2024, il est officialisé par Prema Racing pour le championnat de Formule 3 FIA 2025, aux côtés de Noel León et Brando Badoer.

## Carrière

### Résultats en monoplace
| Saison | Championnat                                      | Écurie                 | Courses | Victoires | Pole positions | Meilleurs tours | Podiums | Points | Classement |
| ------ | ------------------------------------------------ | ---------------------- | ------- | --------- | -------------- | --------------- | ------- | ------ | ---------- |
| 2022   | Championnat de Grande-Bretagne de Formule 4      | Carlin Motorsport      | 30      | 2         | 3              | 8               | 11      | 290    | 3e         |
| 2022   | Championnat d'Italie de Formule 4                | Prema Powerteam        | 6       | 0         | 0              | 0               | 4       | 84     | 10e        |
| 2022   | Championnat d'Allemagne de Formule 4             | Prema Powerteam        | 6       | 0         | 0              | 0               | 2       | 0†     | n.c        |
| 2023   | Championnat des Émirats arabes unis de Formule 4 | Prema Racing           | 15      | 5         | 2              | 4               | 8       | 185    | 3e         |
| 2023   | Championnat d'Italie de Formule 4                | Prema Powerteam        | 21      | 3         | 3              | 4               | 13      | 280    | 2e         |
| 2023   | Championnat d'Euro-4                             | Prema Powerteam        | 9       | 3         | 1              | 2               | 5       | 193    | Champion   |
| 2024   | Formule Régionale Moyen-Orient                   | Mumbai Falcons Limited | 15      | 0         | 0              | 0               | 3       | 105    | 7e         |
| 2024   | Formule Régionale Europe                         | Prema Powerteam        | 20      | 1         | 1              | 0               | 2       | 76     | 11e        |
| 2024   | Championnat du Royaume-Uni de Formule 3          | Rodin Motorsport       | 11      | 0         | 0              | 0               | 3       | 185    | 13e        |
| 2024   | Coupe du monde de Formule Régionale              | R-ace GP               | 2       | 2         | 2              | 1               | 2       | N/A    | Vainqueur  |
| 2025   | Formule Régionale Moyen-Orient                   | R-ace GP               | 15      | 1         | 1              | 2               | 6       | 205    | 3e         |
| 2025   | Formule 3 FIA                                    | Prema Racing           | 17      | 0         | 0              | 1               | 2       | 41     | 16e        |

† Ugochukwu étant un pilote invité, il était inéligible aux points.